# Речушка
Речушка — посёлок в Нижнеилимском районе Иркутской области России. Административный центр Речушинского муниципального образования. Находится примерно в 77 км к западу от районного центра. Рядом с поселком пролегает трасса нефтепроводной системы Транснефть-Восток. А также нефтеперекачивающая станция.

## История
Посёлок возник в 1960 году с открытием Сосновского ЛПХ. Название получил от р. Речушки. Позднее, при подготовке ложа Братского водохранилища и переноса железнодорожного полотна из зоны затопления, в посёлке возникла железнодорожная станция.
В январе 1972 года образован Речушинский сельский Совет. Первым председателем была Климина Таисия Николаевна.
В поселке имелись: клуб, находящийся в ведении Сосновского леспромхоза, сельская библиотека, средняя школа, детский сад, участковая больница, отделение связи, магазины (2 продовольственных, промышленных товаров, хозяйственный и хлебный), столовая, хлебопекарня, смешанный магазин ОРСа НОД-7, баня.

## Население
| 2002  | 2010  | 2011  | 2012  | 2013  | 2014  | 2015  |
| ----- | ----- | ----- | ----- | ----- | ----- | ----- |
| 1393  | ↘1194 | ↘1182 | ↗1195 | ↘1160 | ↘1145 | ↘1122 |
| 2016  | 2017  |       |       |       |       |       |
| ↘1114 | ↘1099 |       |       |       |       |       |

По данным Всероссийской переписи, в 2010 году в посёлке проживали 1194 человека (573 мужчины и 621 женщина).